# Domagoj Antolić
Domagoj Antolić (Zagreb, Croacia, 30 de junio  de 1990) es un futbolista croata que juega de centrocampista en el N. K. Lokomotiva de la Primera Liga de Croacia.

## Biografía
Antolić fue promovido al primer equipo de Dinamo Zagreb durante la primavera de 2008. Él hizo su debut en el Derbi Eterno de Croacia, entrando en el último minuto como sustituto, el 8 de marzo de 2008. Antolić tuvo cuatro apariciones más en el resto de la temporada, todas como sustituto.
El año siguiente se va cedido una temporada al NK Lokomotiva, que estaba entonces en segunda división. Antolić tuvo suficientes minutos, siendo titular habitual durante la temporada, anotando seis goles y ayudando al equipo a obtener el ascenso.
Antolić volvió al Lokomotiva en un préstamo de seis meses, en los cuales disputó 11 partidos en primera división antes de regresar al Dinamo en enero de 2010. En el equipo de la capital, tuvo 10 apariciones y obtuvo el título de liga.
En verano de 2010 fue vendido sin precio alguno al NK Lokomotiva debido a las buenas relaciones entre el Dinamo y este equipo. Antolić sufrió una fuerte lesión al principio de la temporada, por lo tanto solo disputó seis partidos. La siguiente campaña, Antolić estuvo de vuelta y cuajó una de sus mejores temporadas, participando en 25 encuentros y anotando 4 goles. La temporada 2012-2013 fue aún mejor. Antolić disputó 29 partidos, anotó 7 goles y realizó 5 asistencias, incluso adquirió la banda de capitán en los últimos compromisos. Fue después de estas actuaciones que el Dinamo decidió traerlo de vuelta, en una fácil transacción, debido nuevamente a las buenas relaciones entre ambos equipos. En su primera campaña jugó 39 partidos sumando competencias internacionales y locales, anotando 4 goles. Tras ganar dos títulos ligueros y ostentar el cargo de capitán del equipo, en [enero de 2018 firma por el Legia de Varsovia polaco.
El 31 de diciembre de 2020 Antolić concluiría su contrato con el Legia de Varsovia, quedando como agente libre. Entonces se marchó a Arabia Saudita para jugar en el Damac F. C. de la Liga Profesional Saudí.

## Selección nacional
El 12 de noviembre de 2014 debutó con la selección de fútbol de Croacia en un partido amistoso contra Argentina, portando el dorsal número 21.

### Participaciones en la China Cup
| Copa           | Sede  | Resultado     |
| -------------- | ----- | ------------- |
| China Cup 2017 | China | Cuarto puesto |

## Estadísticas
| Club                | Temporada | Liga | Liga  | Copa | Copa  | Continental | Continental | Otros | Otros | Total | Total |
| Club                | Temporada | Apps | Goals | Apps | Goals | Apps        | Goals       | Apps  | Goals | Apps  | Goals |
| ------------------- | --------- | ---- | ----- | ---- | ----- | ----------- | ----------- | ----- | ----- | ----- | ----- |
| Dinamo Zagreb       | 2007-08   | 5    | 0     | 2    | 0     | –           | –           | –     | –     | 7     | 0     |
| Lokomotiva (cesión) | 2008-09   | 17   | 6     | –    | –     | –           | –           | –     | –     | 17    | 6     |
| Lokomotiva (cesión) | 2009-10   | 11   | 1     | –    | –     | –           | –           | –     | –     | 11    | 1     |
| Dinamo Zagreb       | 2009-10   | 10   | 0     | 1    | 0     | –           | –           | –     | –     | 11    | 0     |
| Dinamo Zagreb       | 2010-11   | 1    | 0     | –    | –     | –           | –           | –     | –     | 1     | 0     |
| Lokomotiva          | 2010-11   | 6    | 1     | 2    | 1     | –           | –           | –     | –     | 8     | 2     |
| Lokomotiva          | 2011-12   | 25   | 4     | –    | –     | –           | –           | –     | –     | 25    | 4     |
| Lokomotiva          | 2012-13   | 29   | 7     | 6    | 2     | –           | –           | –     | –     | 35    | 9     |
| Dinamo Zagreb       | 2013-14   | 26   | 2     | 7    | 2     | 6           | 0           | 1     | 0     | 40    | 4     |
| Dinamo Zagreb       | 2014-15   | 13   | 0     | 1    | 0     | 12          | 2           | 1     | 0     | 27    | 2     |
| Dinamo Zagreb       | 2015-16   | 7    | 0     | 0    | 0     | 4           | 0           | 0     | 0     | 11    | 0     |
| Total               | Total     | 143  | 21    | 19   | 5     | 18          | 2           | 2     | 0     | 183   | 28    |